# Praeapodroma
Praeapodroma là một chi bướm đêm thuộc họ Geometridae.